# Полднёвка (гора)
Полднёвка — гора со скальными выходами на Среднем Урале, в Западном округе Свердловской области. Высота — 372,6 метра.

## Название
Название горы — Полднёвка — пошло от наименования ручья, который огибает данную гору с востока и впадает в реку Чёрную по правому берегу.

## География
Гора Полднёвка расположена в 5 километрах к западу от посёлка Исеть при одноимённой железнодорожной станции. Со стороны Исети к горе ведёт лесная дорога. Через Полднёвку с запада на восток проходит граница городского округа Верхняя Пышма и муниципального округа Первоуральск. Высота вершины над уровнем моря — 372,6 метра.
Полднёвка представляет собой лесистый увал со скальными выходами гранитных пород на вершине, который простирается примерно на 2 километра в меридиональном направлении. Две гранитные каменные палатки, расположенные на вершине, достигают высоты 12 метров и также простираются с севера на юг.
Южнее Полднёвки располагается гора Брусничная, а приблизительно в 3—3,5 километрах к востоку-северо-востоку от вершины находится гора Петрогром со знаменитыми скалами Петра Гронского на вершине.